# إبراهيم الكربي
إبراهيم الكربي لاعب كرة قدم قطري ولد في (19 يونيو 1998) ، يلعب لصالح نادي المرخية.

## مسيرة اللاعب
لعب في نادي أم صلال ونادي مسيمير ونادي المرخية.